# Bahnstrecke Budapest–Salgótarján
| Kopfbahnhof Streckenanfang                                                                    | 0,0      | Budapest-Keleti                                | Budapest-Keleti                                |
| Kopfbahnhof Streckenanfang (Strecke außer Betrieb) · Strecke                                  | 0,0      | Budapest-Józsefváros                           | Budapest-Józsefváros                           |
| Abzweig geradeaus und nach rechts (Strecke außer Betrieb) · Strecke                           |          | nach Ferencváros                               | nach Ferencváros                               |
| Kreuzung geradeaus oben (Strecke geradeaus außer Betrieb) · Abzweig geradeaus und nach rechts |          | nach Hegyeshalom                               | nach Hegyeshalom                               |
| Blockstelle (Strecke außer Betrieb) · Strecke                                                 |          | Kőbánya felső elágazás                         | Kőbánya felső elágazás                         |
| Abzweig geradeaus und nach rechts (Strecke außer Betrieb) · Strecke                           |          | nach Ferencváros                               | nach Ferencváros                               |
| Kreuzung geradeaus oben (Strecke geradeaus außer Betrieb) · Kreuzung geradeaus oben           |          | Szolnok–Budapest-Nyugati                       | Szolnok–Budapest-Nyugati                       |
| Verschwenkung nach links (Strecke außer Betrieb) · Verschwenkung nach rechts                  |          |                                                |                                                |
| Abzweig geradeaus und von rechts                                                              |          | von Ferencváros                                | von Ferencváros                                |
| Abzweig geradeaus und von links                                                               |          | von Kőbánya-Teher                              | von Kőbánya-Teher                              |
| Bahnhof                                                                                       | 4,7      | Kőbánya felső                                  | Kőbánya felső                                  |
| Abzweig geradeaus und nach rechts                                                             |          | nach Budapest-Vizafogó                         | nach Budapest-Vizafogó                         |
| Kreuzung geradeaus oben                                                                       |          | Kőbánya felső–Budapest-Vizafogó                | Kőbánya felső–Budapest-Vizafogó                |
| Abzweig geradeaus und von links                                                               |          | von Kőbánya kiágazás und von Rákos elágazás    | von Kőbánya kiágazás und von Rákos elágazás    |
| Bahnhof                                                                                       | 7,8      | Rákos                                          | Rákos                                          |
| Abzweig geradeaus und nach rechts                                                             |          | nach Újszász                                   | nach Újszász                                   |
| ehemaliger Haltepunkt / Haltestelle                                                           | 10,6     | Budapest-Városszéli telep                      | Budapest-Városszéli telep                      |
| Haltepunkt / Haltestelle                                                                      | 11,4     | Akadémiaújtelep (seit 2021)                    | Akadémiaújtelep (seit 2021)                    |
| ehemaliger Haltepunkt / Haltestelle                                                           | 13,1     | Rákoskeresztúr                                 | Rákoskeresztúr                                 |
| Überleitstelle / Spurwechsel                                                                  | 13,4     | Rákosliget forgalmi kitérő (Üst)               | Rákosliget forgalmi kitérő (Üst)               |
| Haltepunkt / Haltestelle                                                                      | 14,1     | Rákosliget                                     | Rákosliget                                     |
| Haltepunkt / Haltestelle                                                                      | 15,3     | Rákoscsaba-Újtelep                             | Rákoscsaba-Újtelep                             |
| Haltepunkt / Haltestelle                                                                      | 16,3     | Rákoscsaba                                     | Rákoscsaba                                     |
| Strecke mit Straßenbrücke                                                                     |          | Autóút M0                                      | Autóút M0                                      |
| Grenze                                                                                        |          | Stadt Budapest – Komitat Pest                  | Stadt Budapest – Komitat Pest                  |
| Bahnhof                                                                                       | 20,6     | Pécel                                          | Pécel                                          |
| Bahnhof                                                                                       | 29,1     | Isaszeg                                        | Isaszeg                                        |
| Haltepunkt / Haltestelle                                                                      | 32,3     | Gödöllő-Állami telepek                         | Gödöllő-Állami telepek                         |
| Bahnhof                                                                                       | 35,7     | Gödöllő                                        | Gödöllő                                        |
| Abzweig geradeaus und nach links                                                              |          | nach Budapest Kerepesi út und nach Veresegyház | nach Budapest Kerepesi út und nach Veresegyház |
| Verschwenkung von links (Strecke außer Betrieb) · Verschwenkung von rechts                    |          | Neutrassierung 1936                            | Neutrassierung 1936                            |
| Strecke (außer Betrieb) · Haltepunkt / Haltestelle                                            | 38,9     | Máriabesnyő                                    | Máriabesnyő                                    |
| Haltepunkt / Haltestelle (Strecke außer Betrieb)                                              |          | Máriabesnyő                                    | Máriabesnyő                                    |
| Haltepunkt / Haltestelle (Strecke außer Betrieb)                                              |          | Máriabesnyői kolostor                          | Máriabesnyői kolostor                          |
| Verschwenkung nach links (Strecke außer Betrieb) · Verschwenkung nach rechts                  |          |                                                |                                                |
| Überleitstelle / Spurwechsel                                                                  | 42,7     | Babatpuszta forgalmi kitérő (Üst)              | Babatpuszta forgalmi kitérő (Üst)              |
| Strecke mit Straßenbrücke                                                                     |          | Autópálya M3                                   | Autópálya M3                                   |
| Haltepunkt / Haltestelle                                                                      | 48,3     | Bag                                            | Bag                                            |
| Abzweig geradeaus und von links                                                               |          | von Vác                                        | von Vác                                        |
| Bahnhof                                                                                       | 50,3     | Aszód                                          | Aszód                                          |
| Strecke mit Straßenbrücke                                                                     |          | Autópálya M3                                   | Autópálya M3                                   |
| Haltepunkt / Haltestelle                                                                      | 53,1     | Hévízgyörk                                     | Hévízgyörk                                     |
| Haltepunkt / Haltestelle                                                                      | 55,5     | Galgahévíz                                     | Galgahévíz                                     |
| Haltepunkt / Haltestelle                                                                      | 58,5     | Tura (ehem. Bf)                                | Tura (ehem. Bf)                                |
| Grenze                                                                                        |          | Komitat Pest – Komitat Heves                   | Komitat Pest – Komitat Heves                   |
| Blockstelle                                                                                   | 62,0     | Hatvan A elágazás (Abzw)                       | Hatvan A elágazás (Abzw)                       |
| Abzweig geradeaus und nach rechts                                                             |          | nach Hatvan D elágazás                         | nach Hatvan D elágazás                         |
| Abzweig geradeaus und von rechts                                                              |          | von Hatvan C elágazás                          | von Hatvan C elágazás                          |
| Blockstelle                                                                                   | 63,90,0  | Hatvan B elágazás (Abzw)                       | Hatvan B elágazás (Abzw)                       |
| Verschwenkung von links · Verschwenkung von rechts                                            |          |                                                |                                                |
| Strecke · Dienststation / Betriebs- oder Güterbahnhof                                         | 0,61,7   | Hatvan-Rendező                                 | Hatvan-Rendező                                 |
| Verschwenkung nach links · Verschwenkung nach rechts                                          |          |                                                |                                                |
| Abzweig geradeaus und von rechts                                                              |          | von Szolnok                                    | von Szolnok                                    |
| Bahnhof                                                                                       | 66,268,5 | Hatvan                                         | Hatvan                                         |
| Abzweig geradeaus und nach rechts                                                             |          | nach Miskolc-Tiszai                            | nach Miskolc-Tiszai                            |
| Strecke mit Straßenbrücke                                                                     |          | Autópálya M3                                   | Autópálya M3                                   |
| Dienststation / Betriebs- oder Güterbahnhof                                                   | 74,8     | Mátravidéki Erőmű (Pv bis 2022)                | Mátravidéki Erőmű (Pv bis 2022)                |
| Haltepunkt / Haltestelle                                                                      | 76,8     | Lőrinci                                        | Lőrinci                                        |
| Bahnhof                                                                                       | 79,2     | Selyp                                          | Selyp                                          |
| Bahnhof                                                                                       | 82,8     | Apc-Zagyvaszántó                               | Apc-Zagyvaszántó                               |
| Grenze                                                                                        |          | Komitat Heves – Komitat Nógrád                 | Komitat Heves – Komitat Nógrád                 |
| Brücke über Wasserlauf                                                                        |          | Zagyva                                         | Zagyva                                         |
| Haltepunkt / Haltestelle                                                                      | 87,3     | Jobbágyi (mit Awanst)                          | Jobbágyi (mit Awanst)                          |
| Bahnhof                                                                                       | 89,8     | Szurdokpüspöki                                 | Szurdokpüspöki                                 |
| Bahnhof                                                                                       | 97,9     | Pásztó                                         | Pásztó                                         |
| Haltepunkt / Haltestelle                                                                      | 100,6    | Mátraszőlős-Hasznos                            | Mátraszőlős-Hasznos                            |
| Abzweig geradeaus und nach rechts                                                             | 101,6    | Pásztó-Áruraktár ipvk. (Awanst)                | Pásztó-Áruraktár ipvk. (Awanst)                |
| Bahnhof                                                                                       | 104,2    | Tar                                            | Tar                                            |
| Haltepunkt / Haltestelle                                                                      | 107,0    | Mátraverebély                                  | Mátraverebély                                  |
| Bahnhof                                                                                       | 110,5    | Nagybátony                                     | Nagybátony                                     |
| Brücke über Wasserlauf                                                                        |          | Zagyva                                         | Zagyva                                         |
| Abzweig geradeaus und von rechts                                                              |          | von Kisújszállás                               | von Kisújszállás                               |
| Bahnhof                                                                                       | 113,9    | Kisterenye                                     | Kisterenye                                     |
| Haltepunkt / Haltestelle                                                                      | 115,8    | Kisterenye-Bányatelep                          | Kisterenye-Bányatelep                          |
| Haltepunkt / Haltestelle                                                                      | 118,3    | Vizslás                                        | Vizslás                                        |
| Bahnhof                                                                                       | 122,1    | Zagyvapálfalva                                 | Zagyvapálfalva                                 |
| Bahnhof                                                                                       | 124,6    | Salgótarján külső                              | Salgótarján külső                              |
| Abzweig geradeaus und nach rechts                                                             |          | nach Salgótarján-Acélgyártelep                 | nach Salgótarján-Acélgyártelep                 |
| Strecke                                                                                       |          | nach Vrútky                                    | nach Vrútky                                    |

| Strecke                                     |     | von Salgótarján                                            | von Salgótarján                                            |
| Abzweig geradeaus und von links             |     | von Budapest-Vizafogó                                      | von Budapest-Vizafogó                                      |
| Bahnhof                                     | 0,0 | Kőbánya felső                                              | Kőbánya felső                                              |
|                                             |     |                                                            |                                                            |
| Abzweig geradeaus und nach links            |     | nach Budapest-Keleti, Budapest-Józsefváros und Ferencváros | nach Budapest-Keleti, Budapest-Józsefváros und Ferencváros |
|                                             |     |                                                            |                                                            |
| Kreuzung (Querstrecke außer Betrieb)        |     | Kreuzung mit Straßenbahnlinie 29 (bis 1996)                | Kreuzung mit Straßenbahnlinie 29 (bis 1996)                |
| Abzweig geradeaus und von links             |     | von Szolnok                                                | von Szolnok                                                |
| Dienststation / Betriebs- oder Güterbahnhof | 1,7 | Kőbánya-Teher (Pv eingestellt)                             | Kőbánya-Teher (Pv eingestellt)                             |
| Abzweig geradeaus und nach rechts           |     | Verbindung nach Törökőr                                    | Verbindung nach Törökőr                                    |
| Strecke                                     |     | nach Budapest-Nyugati                                      | nach Budapest-Nyugati                                      |
|                                             |     |                                                            |                                                            |
| Quellen:                                    |     |                                                            |                                                            |

Die Bahnstrecke Budapest–Salgótarján ist eine normalspurige Eisenbahnstrecke in Ungarn, die von der Hauptstadt Budapest über Pécel, Gödöllő, Hatvan und Pásztó in den Norden des Landes nach Salgótarján in der Nähe der slowakischen Grenze führt. Sie war die erste Strecke, die nach Gründung der ungarischen Staatsbahn Magyar Államvasutak in deren Besitz überging.

## Geschichte
Im Jahre 1862 plante die Szt. István-Kohlengewerkschaft die Herstellung einer Eisenbahn zwischen der Kohlebergbaustadt Salgótarján und Pest (ab 1873 Budapest), der Hauptstadt des Königreichs Ungarn, sowie über Losoncz (slowakisch Lučenec) nach Zólyom (Zvolen). Die Konzession erfolgte im Januar 1863, die Konzessionäre bildeten daraufhin im September desselben Jahres eine Gesellschaft unter dem Namen k.k. privilegierte Pest-Losoncz-Neusohler Eisenbahn- und Steinkohlen-Gewerkschaft. Am 5. Oktober 1863 wurde der Bau begonnen, die Herstellungskosten für die Strecke Pest–Losoncz waren auf 7,4 Millionen Gulden veranschlagt. Im November 1864 fand die Eröffnung des fünf Kilometer langen Abschnittes Pest–Köbánya statt, jedoch musste die Gesellschaft im Juli 1865 Konkurs anmelden. Es war der erste Konkurs einer Eisenbahngesellschaft in Österreich-Ungarn.
Die Staatsverwaltung verpflichtete sich zur weiteren Lieferung von Schienen und Eisenmaterial für den Ausbau der Bahn sowie zur Bereitstellung weiterer Finanzen, sodass im Oktober 1866 die Aufhebung des Konkurses erfolgen konnte. Unter dem neuen Namen Ungarische Nordbahn (ungarisch Magyar Északi vasút, MÉV) wurde der Streckenbau fortgesetzt. Als Ausgangspunkt der Strecke in Budapest wurde der Kopfbahnhof Budapest-Józsefváros errichtet, der entsprechend der beschränkten finanziellen Mittel eher schlicht ausfiel. Am 2. April 1867 wurde er gemeinsam mit dem Abschnitt Pest–Hatvan eröffnet. Außerdem wurde ein 1,3 Kilometer langes Verbindungsgleis zwischen den Bahnhöfen Kőbánya felső und Kőbánya alsó (heute Kőbánya-Teher) an der bereits bestehenden Strecke nach Szolnok fertiggestellt, welches als „Királyvágány“ (Königsgleis) bezeichnet wurde, da es anfangs nur von den kaiserlichen und königlichen Zügen von Wien nach Gödöllő unter Umgehung der Budapester Kopfbahnhöfe benutzt wurde. Am 9. Mai 1867 konnte auch der Abschnitt Hatvan–Salgótarján dem Verkehr übergeben werden. Zudem wurde in Salgótarján eine zweieinhalb Kilometer lange Güterbahn zum Josefstollen durch die Gesellschaft errichtet.

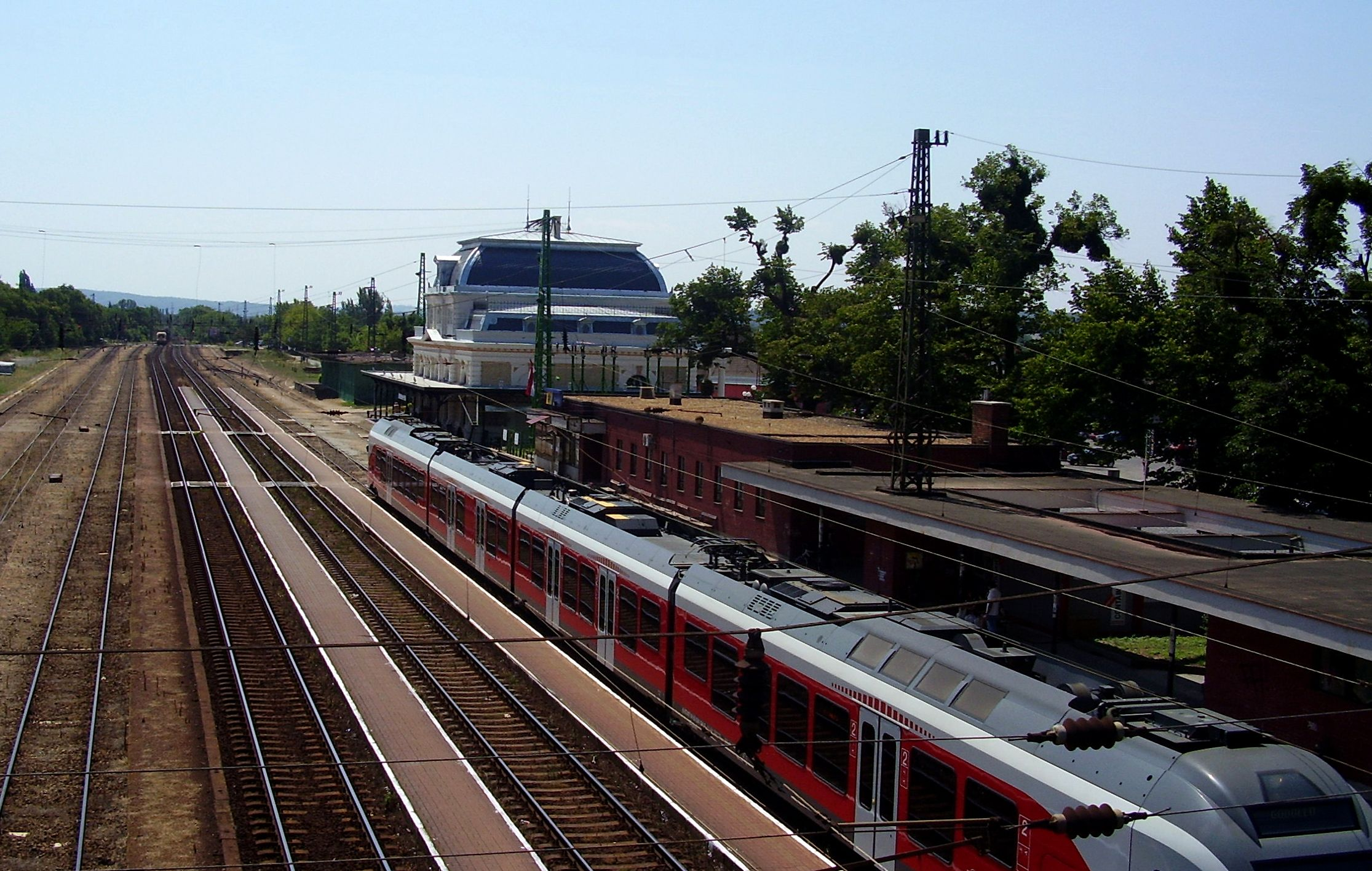
Bahnhof Gödöllő (2011)

1868 bildete sich mit Verstaatlichung der Ungarischen Nordbahn die ungarische Staatsbahn Magyar Államvasutak (MÁV). Die Bahnstrecke Budapest–Salgótarján wurde als „nördliche Linie“ bezeichnet und war neben der Strecke Zákány–Zagreb („südliche Linie“) die erste Bahnstrecke der MÁV. Die 1868 beschlossene Fortsetzung der Strecke nach Zvolen konnte 1871 fertiggestellt und 1872 bis Vrútky verlängert werden. Wegen des immer größer gewordenen Verkehrsaufkommens wurde 1884 der neue Bahnhof Budapest-Keleti erbaut, auf den daraufhin fast der gesamte Verkehr von Budapest-Józsefváros überging, bis er im Jahr 2005 gänzlich geschlossen wurde. Zwischen 1934 und 1936 wurde die Strecke zwischen Gödöllő und Aszód im Bereich der Ortschaft Máriabesnyő durch einen Einschnitt neu trassiert und dadurch 2,3 Kilometer kürzer; diese Fehllänge zeigt sich in der Kilometrierung des Bahnhofes Hatvan.

## Verlauf
Die Bahnstrecke beginnt im Ostbahnhof von Budapest bzw. ursprünglich im Bahnhof Budapest-Józsefváros und überquert im Stadtbezirk Kőbánya die Strecke Budapest-Nyugati–Nyíregyháza . Dann führt sie in Richtung Osten in das unmittelbar hinter der Budapester Stadtgrenze im Komitat Pest liegende Pécel und von dort nördlich nach Gödöllő, wo sie Anschluss an die Budapester Vorortbahn HÉV hat.
Weiter führt sie nach Osten über Aszód in den Eisenbahnknoten Hatvan im Komitat Heves. Von da aus verläuft sie in nördlicher Richtung über Apc, Pásztó, Mátraverebély und Bátonyterenye nach Salgótarján, wobei auch zweimal der Fluss Zagyva überquert wird. In Salgótarján endet sie im Bahnhof Salgótarján külső („Salgótarján Außenbahnhof“), der ursprünglich Salgótarján hieß, bevor der näher am Stadtzentrum liegende Haltepunkt Salgótarján főtér der Bahnstrecke Salgótarján–Vrútky umbenannt wurde.

## Betrieb

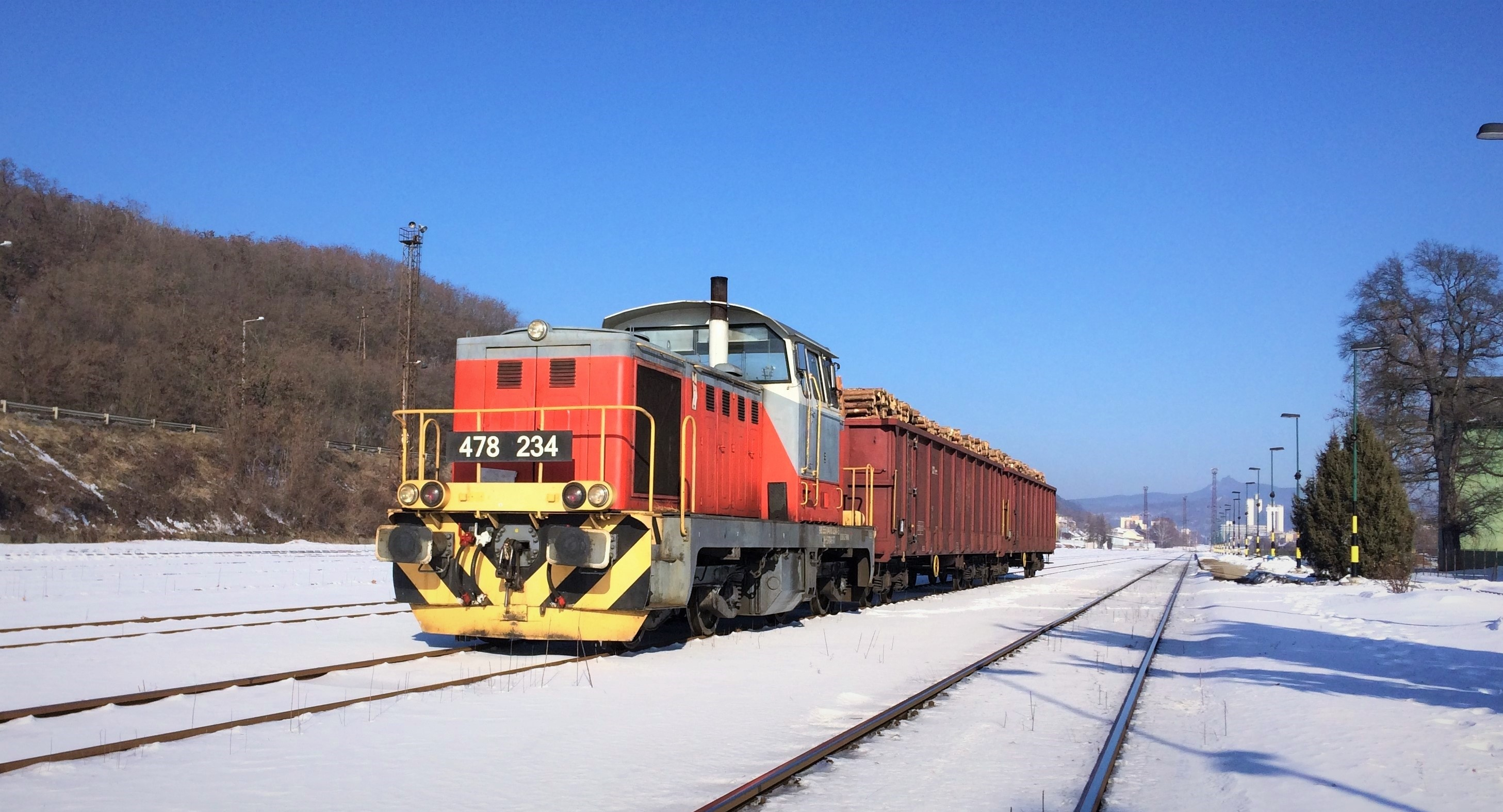
M47 mit Güterzug im Bahnhof Salgótarján külső (2017)

Die Strecke ist zwischen Budapest und Hatvan elektrifiziert und bis Selyp zweigleisig ausgebaut. Zwischen Budapest-Keleti und Hatvan verkehren halbstündlich abwechselnd die InterRégió-Linien 85 Mátra und 87 Agria, letztere führt weiter nach Eger. Dazu kommt die halbstündlich zwischen Budapest-Keleti und Gödöllő verkehrende Linie S80, bei der wie auch bei den InterRégiós elektrische Triebzüge der Klassen Stadler Flirt und Stadler KISS eingesetzt werden. Zudem befahren stündliche Express- und InterCity-Züge in Richtung Miskolc diesen Streckenabschnitt.
Von Hatvan bis Salgótarján sowie weiter nach Somoskőújfalu verkehren Einheiten von Dieseltriebwagen der Baureihe Bzmot in einem Stundentakt von 16 Zugpaaren an Werktagen. Der grenzüberschreitende Personenverkehr von Somoskőújfalu nach Fiľakovo wurde am 1. Mai 2011 eingestellt.
Das Kursbuch von 1943 sah zwischen Gödöllő und Budapest 21 Zugpaare vor, wovon zehn in Budapest-Józsefváros ankamen; in der Gegenrichtung begannen sie überwiegend in Budapest-Keleti. Zwischen Hatvan und Kisterenye waren es sieben Zugpaare, darunter ein Schlafwagenzug Budapest–Berlin, der auch in Hatvan, Apc-Zagyvaszántó, Pásztó, Nagybátony, Kisterenye, Salgótarján külső und Salgótarján hielt.